# Itemis
Die itemis AG mit Sitz in Dortmund (Nordrhein-Westfalen) ist ein deutsches IT-Beratungs- und Softwareentwicklungsunternehmen.
Das Portfolio der itemis AG umfasst individuelle Entwicklungsleistungen, insbesondere im Bereich der modellbasierten Softwareentwicklung (MDSD), sowie Standardlösungen in Form eigener Softwareprodukte.

## Geschichte
Die itemis AG wurde 2003 als GmbH & Co. KG von Wolfgang Neuhaus und Jens Wagener gegründet. Im September 2007 erfolgte der Rechtsformwechsel zur Aktiengesellschaft. Die itemis AG war bis zum Umzug nach Dortmund eines der größten IT-Unternehmen in der Region Lünen, wo sich die Hauptverwaltung des Unternehmens auf dem Gelände des Technologiezentrums Lüntec im Ortsteil Brambauer befand. 2025 verlegte die itemis AG ihren Sitz in den Lensing Media Port im Dortmunder Stadthafen.
Weitere Standorte in Deutschland gibt es in Frankfurt am Main, Hamburg, Heide, Leipzig und Stuttgart.
Von 2009 bis 2020 war itemis auch in Windisch im Schweizer Kanton Aargau vertreten. Am 11. Dezember 2020 wurde die itemis Schweiz GmbH in Arcware GmbH umfirmiert; die itemis AG schied als Gesellschafterin aus.

### Insolvenzverfahren (2024–2025)
Am 29. Juli 2024 stellte die itemis AG beim Amtsgericht Dortmund einen Antrag auf Eröffnung eines Insolvenzverfahrens in Eigenverwaltung. Das Amtsgericht eröffnete das reguläre Verfahren am 31. Oktober 2024 unter dem Aktenzeichen 252 IN 1026/24. Zum Generalbevollmächtigten wurde Rechtsanwalt Dr. David Bunzel von der Kanzlei Husemann & Partner bestellt, als Sachwalter fungierte Rechtsanwalt Marvin Bauernfeind von BBL Brockdorff.
Die wirtschaftlichen Schwierigkeiten des Unternehmens standen im Zusammenhang mit der angespannten Lage der deutschen Wirtschaft und der Automobilindustrie. Während des Verfahrens wurde der Geschäftsbetrieb uneingeschränkt fortgeführt; die Gehälter waren über das Insolvenzgeld gesichert.
Am 23. April 2025 wurde der Insolvenzplan zur Sanierung der itemis AG einstimmig von den Gläubigern angenommen und am 28. April 2025 vom Amtsgericht Dortmund bestätigt.

### Umzug nach Dortmund
Im Zuge der Neuaufstellung nach Abschluss des Insolvenzverfahrens verlegte das Unternehmen seinen Hauptsitz von Lünen nach Dortmund und erweiterte seine Geschäftsfelder, unter anderem durch den Eintritt in die Rüstungsindustrie.

## Tätigkeit

### Themenfelder
Die itemis AG bietet Beratungsleistungen und die Erstellung von Software in unterschiedlichen Bereichen der IT an. Hierzu zählen unter anderem Data Science (künstliche Intelligenz, maschinelles Lernen), Smart Technologies (Smart Home, IoT, Industrie 4.0), Webentwicklung, IT-Modernisierung, Software- & Systems-Engineering, Software-Ergonomie und agiles Projektmanagement.

### Software-Entwicklung
Zur Umsetzung von Softwareentwicklungsprojekten nutzt die itemis AG häufig ihre Expertise im Bau domänenspezifischer Sprachen und in der modellgetriebenen Softwareentwicklung (siehe unten).
Das Unternehmen ist häufig mit Vorträgen oder als Aussteller auf IT- und Fachveranstaltungen verschiedener Branchen vertreten. Es bietet darüber hinaus eigene Veranstaltungen zum Thema Software-Entwicklung an.

### Produkte
Neben kundenspezifischen Individuallösungen bietet die itemis AG auch eigene Softwareprodukte an:
- itemis ANALYZE (vormals Yakindu Traceability): Rückverfolgbarkeit im Anforderungsmanagement
- itemis CREATE (vormals Yakindu Statechart Tools): Entwicklung von Zustandsautomaten
- itemis SECURE (vormals Yakindu Security Analyst): Risikoanalyse technischer Systeme im Entwicklungsprozess

## Modellbasierte Softwareentwicklung
Die itemis AG war zunächst im Bereich der modellbasierten Softwareentwicklung (engl. Model-Driven Software Development, MDSD) tätig. Nachdem MDSD zunächst hauptsächlich in der Entwicklung von Enterprise-Applikationen Verbreitung gefunden hat, übertrug die itemis AG diese Ansätze auch auf die Entwicklung eingebetteter Systeme, die beispielsweise in Flugzeugen, Autos oder Fertigungsanlagen zum Einsatz kommen.

### Entwicklungswerkzeuge
Zur Unterstützung modellbasierter Entwicklungsverfahren werden Werkzeuge (Editoren, Generatoren, Validierer) benötigt. Diese entwickelte die itemis AG zunächst unter Open-Source-Lizenz und stellte sie unter dem Dach des Eclipse-Projekts zur Verfügung.

### Forschungsprojekte
Seit dem Jahr 2005 nahm die itemis AG nach eigenen Angaben an 22 Forschungsprojekten teil und hatte bei einigen davon auch die Projektleitung inne. Hierzu zählte auch die Leitung von Forschungsprojekten zur praxistauglichen Übertragung und Weiterentwicklung von Forschungsergebnissen im Rahmen modellbasierter Entwicklungsverfahren. So wurden im Rahmen des Forschungsprojekts MDA4E modellbasierte Entwicklungsverfahren für die Entwicklung von eingebetteten Systemen auf Basis des Eclipse-Projekts erarbeitet. Weitere Forschungsvorhaben befassten sich mit der modellbasierten Entwicklung von Produktmanagementsystemen, der integrierten Spezifikation mechatronischer Produkte und Produktionssystemen, der Wiederverwendung von Simulationsmodellen und dem Aufbau von Model-Repositories. Forschungspartner waren die Fachhochschule Dortmund, die Westfälische Wilhelms-Universität Münster, die Universität Paderborn, das Karlsruher Institut für Technologie in Karlsruhe, das Deutsche Luft- und Raumfahrtzentrum mit Hauptsitz in Köln und die Universität Leipzig.

### Publikationen und Fachvorträge
Forschungsergebnisse und Praxiserfahrungen werden über Veranstaltungen der Special Interest Group Model Driven Software Engineering öffentlich diskutiert und publiziert. Zudem ist die itemis AG in der Gesellschaft für Informatik im Arbeitskreis für modellgetriebene Softwarearchitektur und im Strategiekreis für softwareintensive, eingebettete Systeme des Branchenverbands BITKOM vertreten. Mitarbeiter der itemis AG haben Fachbücher über modellgetriebene Softwareentwicklung verfasst. Weiter wurden von Mitarbeitern der itemis AG wiederholt Beiträge in Fachzeitschriften veröffentlicht, z. B. im Javaspektrum, im Javamagazin, im OBJEKTspektrum, in der Computerwoche, in der Elektronikpraxis sowie im Eclipse Magazin.
Auch auf Fachkonferenzen wie OOP und Embedded World hielten itemis-Mitarbeiter Vorträge.

## Scrum
Die itemis AG wurde von der Organisation Scrum.org lizenziert, Zertifizierungskurse für die agile Projektmanagementmethode Scrum durchzuführen. Mitarbeiter der itemis AG verfassten darüber hinaus ein Buch über agiles Projektmanagement mit Scrum. Heute bietet die itemis AG Vorbereitungskurse für Scrum-Zertifizierungen an, die durch den TÜV Süd abgenommen werden.

## Eclipse
Die itemis AG war zeitweise eines von zwölf strategischen Mitgliedern der Eclipse Foundation, der Dachorganisation des Eclipse-Projekts, und im Board of Directors vertreten. Heute ist das Unternehmen Solution Member der Eclipse Foundation.
Die itemis AG begründete die Projekte Xtext und Xtend und leitete zusammen mit Ed Merks das Projekt Eclipse Modeling Framework.
Die itemis AG zählt zu den Gründungsmitgliedern der OpenADx-Arbeitsgruppe in der Eclipse Foundation. Hier arbeiten OEMs der Automobilindustrie, Werkzeughersteller und Entwickler zusammen, um bei Software für selbständiges Fahren bessere Kompatibilität, gemeinsame Schnittstellen und breitere Interoperabilität  zu schaffen. Dadurch will die OpenADx Innovation und Produktivitätssteigerung beschleunigen. Weitere Gründungsmitglieder sind AVL, Bosch, Eteration, IBM, JC Information Management, Red Hat und Siemens.

## Auszeichnungen
- Innovativ durch Forschung (2020/2021): Auszeichnung durch den Stifterverband für die Deutsche Wissenschaft (ITE9651LUE)[12]
- Innovator des Jahres 2019: Erster Platz beim Innovationswettbewerb TOP 100 in der Größenklasse B (bis zu 200 Mitarbeiter)[44]
- Crefozert (2010 – 2018): Jährlich verliehenes Rating-Siegel der Creditreform Dortmund[45]
- Innovativ durch Forschung (2018/2019): Auszeichnung durch den Stifterverband für die Deutsche Wissenschaft (ITE4842LUE)[12]
- Innovativ durch Forschung (2016/2017): Auszeichnung durch den Stifterverband für die Deutsche Wissenschaft (ITE1399LUE)[12]
- Deloitte Technology Fast 50 (2011): Auszeichnung als eines der fünfzig wachstumsstärksten Technologieunternehmen[46]
- Deutscher Personalwirtschaftspreis 2010: Erster Platz beim deutschen Personalwirtschaftspreis für das Arbeitszeitmodell „4+1“[47]
- Agile Leadership Award 2010: Erster Platz für die Kompetenz im agilen Projektmanagement[48]
- Deloitte Technology Fast 50 (2009): Auszeichnung als eines der zehn wachstumsstärksten Technologieunternehmen[49]
- Land der Ideen 2008: Aufnahme als »ausgewählter Ort« in die Bundesinitiative Deutschland – Land der Ideen[50]
- Jax Innovation Award 2007: Platz 3 für openArchitectureWare[51]
- Preisträger beim Zukunftswettbewerb Ruhrgebiet[52] in den Jahren 2005 und 2006, im Rahmen des Ziel-2-Programms des Landes Nordrhein-Westfalen. Forschungsträger ist das Forschungszentrum Jülich. Die Vergabe der Forschungsmittel erfolgte durch das Zentrum für Innovation und Technik (ZENIT).
- Start2Grow Gründungswettbewerb der Stadt Dortmund 2004[53]